# فلورنس (مینه‌سوتا)
فلورنس، مینه‌سوتا (به انگلیسی: Florence, Minnesota) یک شهر در ایالات متحده آمریکا است که در شهرستان لیون واقع شده‌است.

## خصوصیات
فلورنس ۰٫۷۰ کیلومترمربع مساحت و ۳۹ نفر جمعیت دارد و ۵۲۸ متر بالاتر از سطح دریا واقع شده‌است.